# Germigny-l'Exempt
Pour les articles homonymes, voir Germigny.
Germigny-l'Exempt (jusqu'en 1790, également: Germigny en Bourbonnais) est une commune française située dans le département du Cher en région Centre-Val de Loire.

## Géographie
Germigny-l'Exempt est un village français du Bourbonnais, dans la circonscription ecclésiastique de l'archidiocèse de Bourges. Il est actuellement situé dans le département du Cher et la région Centre-Val de Loire. Ses habitants sont appelés les Germinois et les Germinoises.
La commune s'étend sur 28,3 km2 et compte 290 habitants en 2020. Entourée par les communes de La Chapelle-Hugon, La Guerche-sur-l'Aubois et Vereaux, Germigny-l'Exempt est située à 4 km au nord-ouest de la Chapelle-Hugon et à 7 km au sud-ouest de La Guerche. Situé à 190 mètres d'altitude, le village de Germigny-l'Exempt a pour coordonnées géographiques 46° 55' 5" de latitude nord et 2° 53' 54" de longitude est. La commune de Germigny-l'Exempt fait partie de la Communauté de communes Portes du Berry, entre Loire et Val d'Aubois.

### Climat
Pour des articles plus généraux, voir Climat du Centre-Val de Loire et Climat du Cher.
En 2010, le climat de la commune est de type climat océanique dégradé des plaines du Centre et du Nord, selon une étude du CNRS s'appuyant sur une série de données couvrant la période 1971-2000. En 2020, Météo-France publie une typologie des climats de la France métropolitaine dans laquelle la commune est exposée à un climat océanique altéré et est dans la région climatique  Centre et contreforts nord du Massif Central, caractérisée par un air sec en été et un bon ensoleillement. 
Pour la période 1971-2000, la température annuelle moyenne est de 11 °C, avec une amplitude thermique annuelle de 15,9 °C. Le cumul annuel moyen de précipitations est de 790 mm, avec 12 jours de précipitations en janvier et 7,3 jours en juillet. Pour la période 1991-2020, la température moyenne annuelle observée sur la station météorologique la plus proche, située sur la commune d'Ourouer-les-Bourdelins à 9 km à vol d'oiseau, est de 11,8 °C et le cumul annuel moyen de précipitations est de 791,0 mm,. Pour l'avenir, les paramètres climatiques de la commune estimés pour 2050 selon différents scénarios d'émission de gaz à effet de serre sont consultables sur un site dédié publié par Météo-France en novembre 2022.

## Urbanisme

### Typologie
Au 1er janvier 2024, Germigny-l'Exempt est catégorisée commune rurale à habitat dispersé, selon la nouvelle grille communale de densité à 7 niveaux définie par l'Insee en 2022.
Elle est située hors unité urbaine. Par ailleurs la commune fait partie de l'aire d'attraction de Nevers, dont elle est une commune de la couronne,. Cette aire, qui regroupe 93 communes, est catégorisée dans les aires de 50 000 à moins de 200 000 habitants,.

### Occupation des sols
L'occupation des sols de la commune, telle qu'elle ressort de la base de données européenne d’occupation biophysique des sols Corine Land Cover (CLC), est marquée par l'importance des territoires agricoles (96,6 % en 2018), en diminution par rapport à 1990 (97,7 %). La répartition détaillée en 2018 est la suivante : 
prairies (49,3 %), terres arables (45,2 %), forêts (2,3 %), zones agricoles hétérogènes (2 %), zones urbanisées (1,1 %).
L'évolution de l’occupation des sols de la commune et de ses infrastructures peut être observée sur les différentes représentations cartographiques du territoire : la carte de Cassini (XVIIIe siècle), la carte d'état-major (1820-1866) et les cartes ou photos aériennes de l'IGN pour la période actuelle (1950 à aujourd'hui).

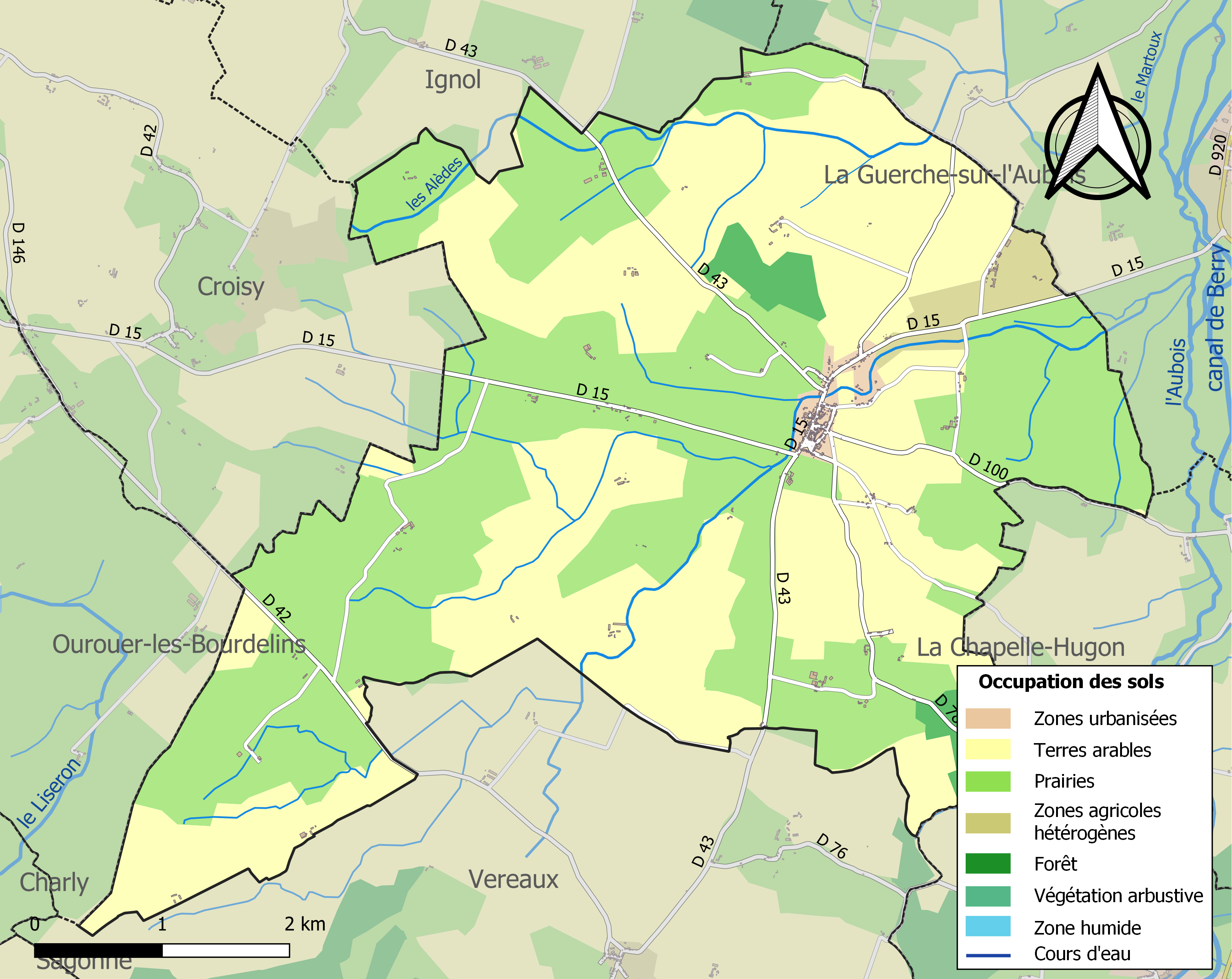
Carte des infrastructures et de l'occupation des sols de la commune en 2018 (CLC).

### Risques majeurs
Le territoire de la commune de Germigny-l'Exempt est vulnérable à différents aléas naturels : météorologiques (tempête, orage, neige, grand froid, canicule ou sécheresse), mouvements de terrains et séisme (sismicité faible). Un site publié par le BRGM permet d'évaluer simplement et rapidement les risques d'un bien localisé soit par son adresse soit par le numéro de sa parcelle.

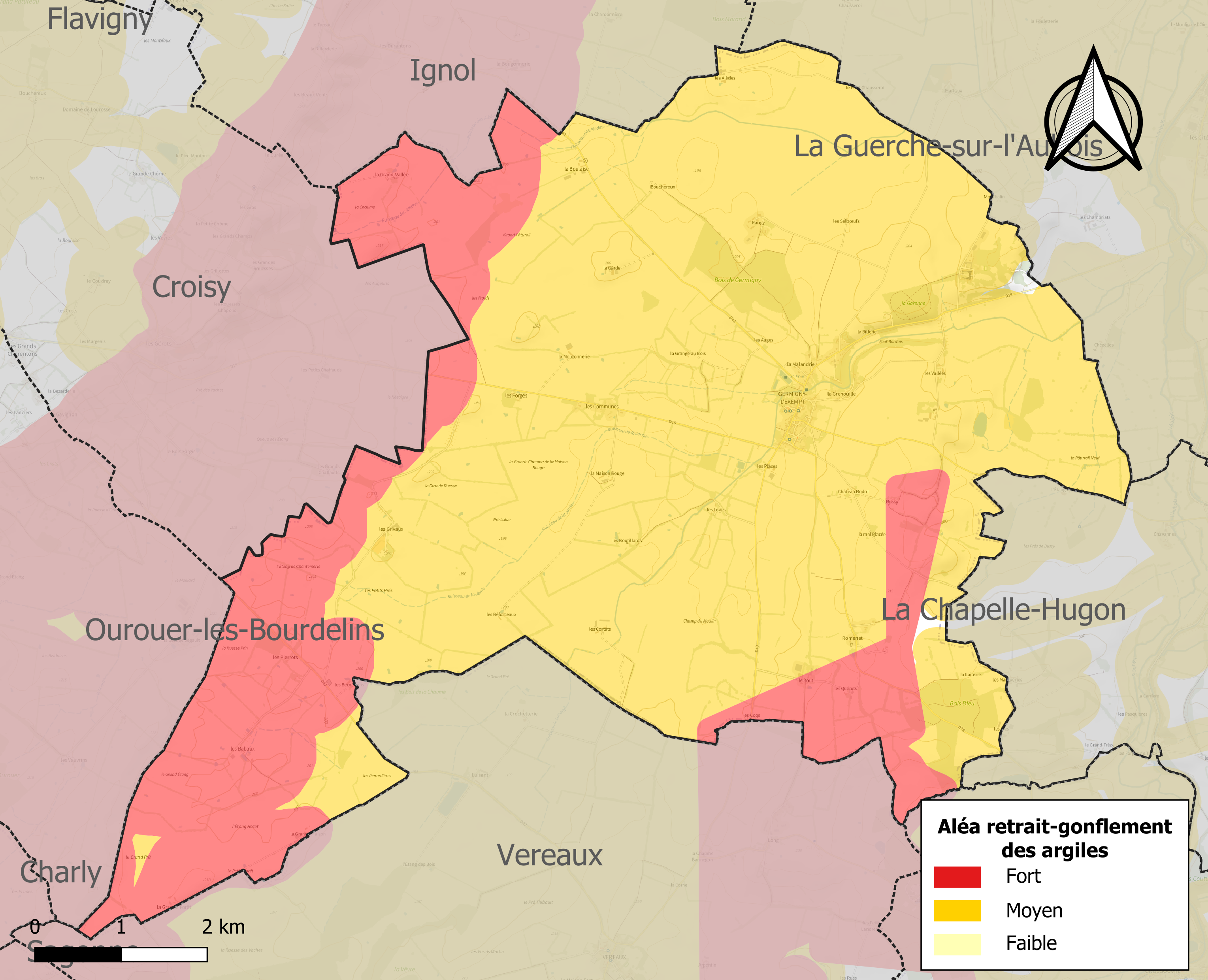
Carte des zones d'aléa retrait-gonflement des sols argileux de Germigny-l'Exempt.

La commune est vulnérable au risque de mouvements de terrains constitué principalement du retrait-gonflement des sols argileux. Cet aléa est susceptible d'engendrer des dommages importants aux bâtiments en cas d’alternance de périodes de sécheresse et de pluie. 99,8 % de la superficie communale est en aléa moyen ou fort (90 % au niveau départemental et 48,5 % au niveau national). Sur les 236 bâtiments dénombrés sur la commune en 2019, 236 sont en aléa moyen ou fort, soit 100 %, à comparer aux 83 % au niveau départemental et 54 % au niveau national. Une cartographie de l'exposition du territoire national au retrait gonflement des sols argileux est disponible sur le site du BRGM,.
Concernant les mouvements de terrains, la commune a été reconnue en état de catastrophe naturelle au titre des dommages causés par la sécheresse en 2011, 2018 et 2020 et par des mouvements de terrain en 1999.

## Toponymie
Le nom de la localité est attesté sous la forme Germiniacus en 881.
Depuis les travaux d'Henri d'Arbois de Jubainville, il couramment admis par les toponymistes que Germigny tire son nom de l'anthroponyme latin Germinius, suivi du suffixe d'origine gauloise -(i)acum indiquant la propriété. Quant au déterminant complémentaire -l'Exempt, il s'agit d'une mauvaise graphie du nom de l'affluent de l'Aubois qu'enjambe le village et qui est successivement attesté sous les formes le Lexant, le Lessant et actuellement le Luisant.

## Histoire

### Antiquité
Ainsi que Louis Roubet au XIXe siècle, puis dans les années 1980 les pionniers de l'archéologie aérienne Jean Holmgren et Alain Leday l'ont montré, le site de Germigny était le siège de grandes exploitations agricoles à l'époque gallo-romaine.

### Moyen Âge
Jusqu'au Xe siècle, la seigneurie appartient aux Nevers et à l'évêché de Nevers. Les seigneurs de la première maison de Bourbon (dynastie des Archambault) prennent possession de Germigny en 916. En 1108 Louis VI le Gros assiège la forteresse de Germigny-l'Exempt, fief situé en dehors du domaine royal, à la limite de la vicomté de Bourges acquise par son père en 1101, pour réduire Aymon II Vaire-Vache seigneur de Bourbon qui avait spolié son neveu Archambaud VI le Pupille,. Louis VI soumettra Aimon II à son autorité et finira par lui confier Germigny et Saint-Pourçain-sur-Sioule, deux sites clefs en termes géopolitiques.

### Temps modernes
En 1523, la spoliation de Charles III de Bourbon par Louise de Savoie, mère de François Ier, et le don de Germigny à Philibert Babou, son intendant général, conduisent en cinquante ans à la ruine de la seigneurie et à sa disparition des cartes. En 1557, le château n'est plus signalé.
En 1683, Germigny devient, par adjudication, la propriété de la famille Briçonnet d'Oizonville. Bernard Briçonnet reconstruit au sommet d'un tertre dominant l'Aubois un château sur les fondations du château médiéval auquel on donnera le nom de «Château-Renaud».

### Révolution et Empire
Les biens du dernier châtelain de Germigny, Louis-César de Bonneval, sont confisqués en 1793 et vendus.

### Époque contemporaine
Au XIXe siècle, Germigny deviendra, sous les auspices de l'éleveur Louis Massé, un berceau de la race charolaise élaborée dans la ferme expérimentale de Martoux.

### Seconde Guerre mondiale
La ligne de démarcation séparait la France en deux parties : au Nord, la zone occupée, et au Sud la zone dite "non-occupée" ("unbesetzte Zone", surnommée zone "nono" dans le langage courant). Entrée en vigueur le 25 juin 1940, après la signature de l'armistice entre l'Italie et la France du 24 juin, elle est supprimée le 1er mars 1943, trois mois après l'invasion de la zone sud par les troupes allemandes.
Germigny-l'Exempt est une des 27 communes du Cher qui étaient traversées par la Ligne. Le tracé coupait la commune en deux, interrompant la circulation sur l'axe principal reliant La Guerche-sur-l'Aubois (en zone occupée) à Sancoins (en zone non-occupée). Le no man's land qui séparait le poste allemand du poste français s'étendait entre le lieu-dit Les Vallées et Château Gaillard, puis se poursuivait à travers le lieu-dit La Grenouille. Il divisait Germigny-l'Exempt à la hauteur du lavoir (celui-ci était en zone non-occupée), et passait sur la route d'Ignol (actuellement la départementale 43). Une stèle commémorative a été placée au bord de la route de La Guerche (actuellement la départementale 15) au croisement avec la route de Martoux pour fixer le tracé de la Ligne: les barrières mobiles qui fermaient le passage aux véhicules et le poste de contrôle allemand étaient situés à cet endroit. La ligne continuait en direction du lieu-dit la Malandrie, et rejoignait puis longeait le ruisseau des Varennes.
Site d'exfiltration privilégié dans le Cher, le "passage" de Germigny, longtemps oublié, a connu en 2018 un regain d'intérêt et donné lieu à des cycles de conférences mélangeant personnalités académiques et témoins locaux,. À partir du 6 juin 1944 des hommes de la brigade de marche Charles Martel du colonel vichysto-résistant Raymond Chomel, de l'Armée d'armistice, exploiteront le maquis de Germigny pour y organiser des opérations de sabotage et stopper la retraite de l'ennemi.

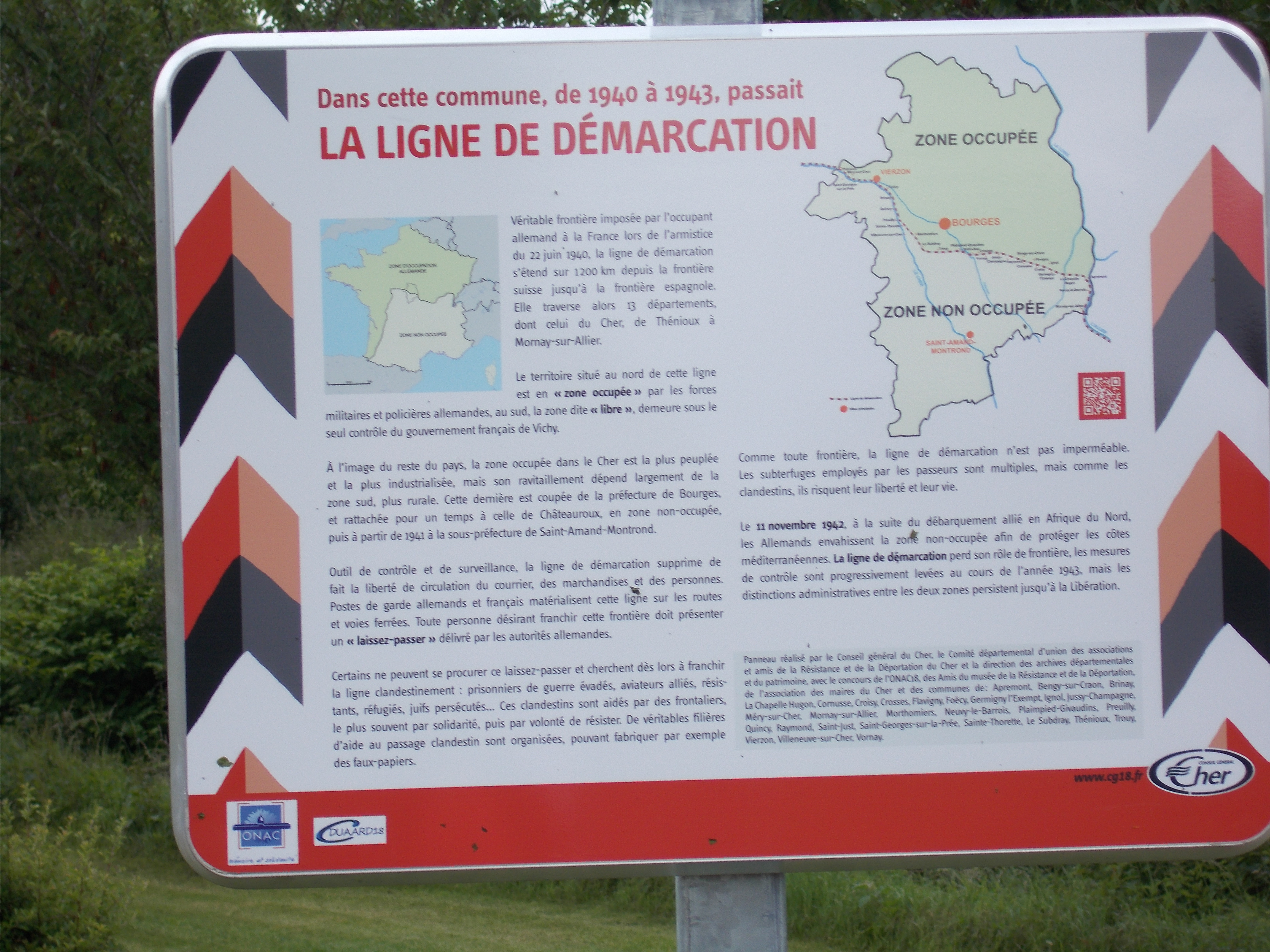
Panneau de la ligne de démarcation à Germigny-l'Exempt
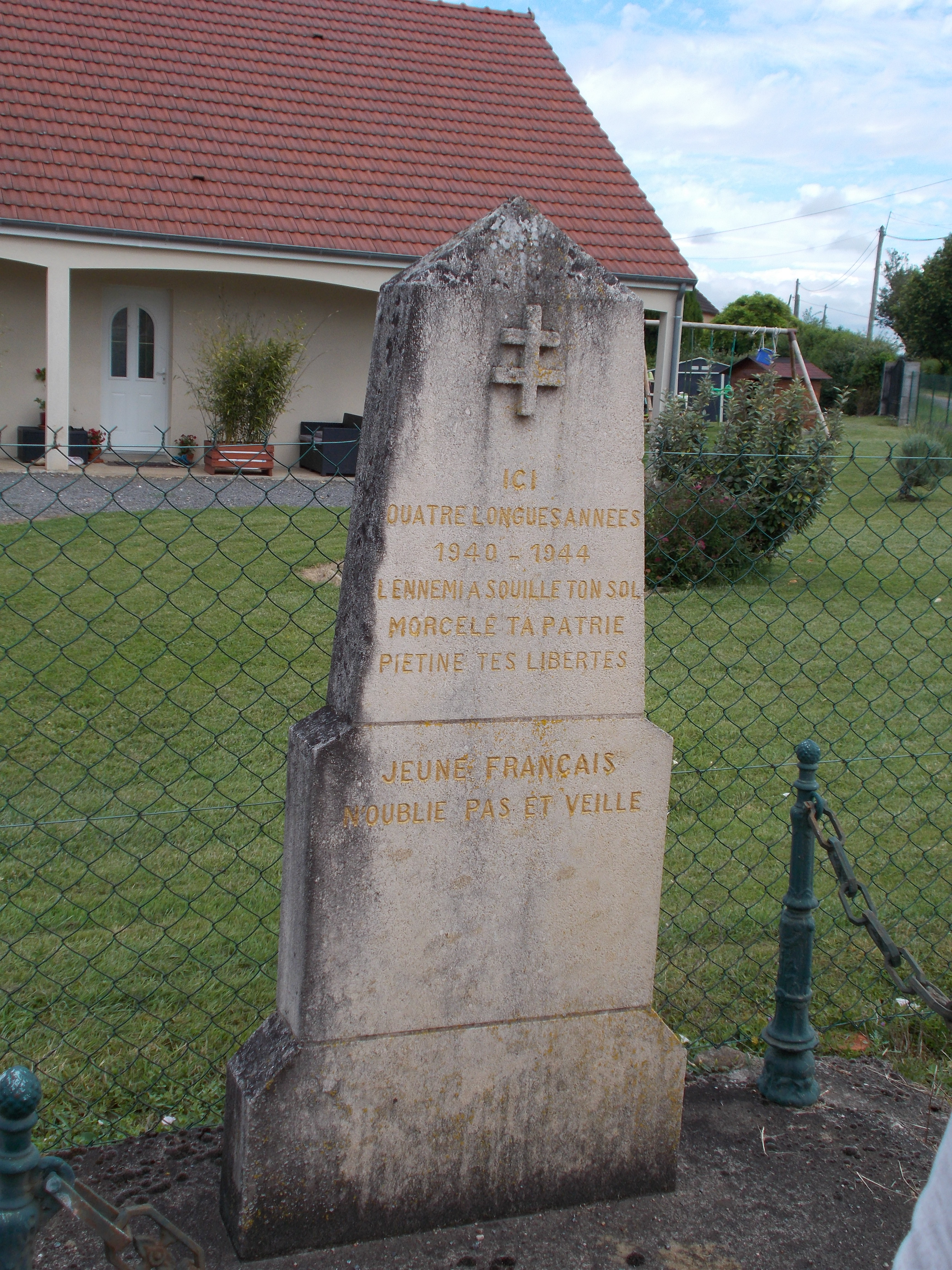
La stèle commémorative à l'entrée de Germigny-l'Exempt
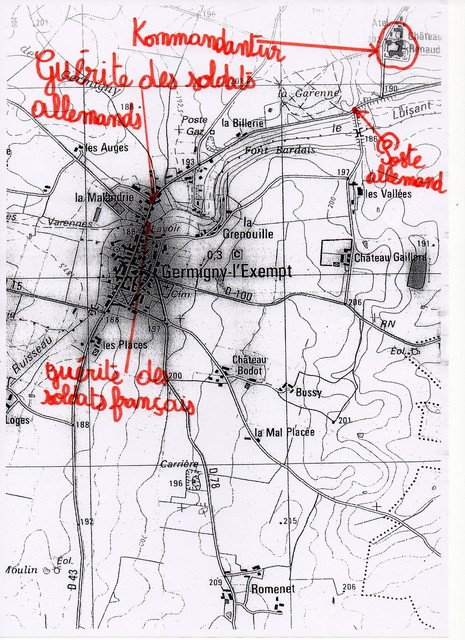
Carte de la ligne de démarcation à Germigny-l'Exempt
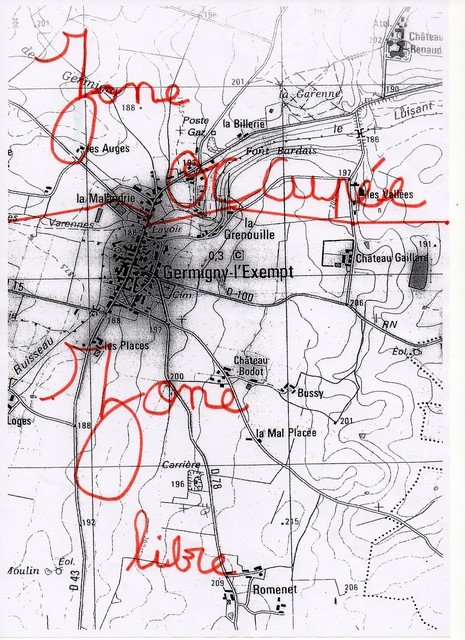
Carte de Germigny-l'Exempt

## Politique et administration
| Période      | Période               | Identité                                                    | Étiquette     | Qualité                      |
| ------------ | --------------------- | ----------------------------------------------------------- | ------------- | ---------------------------- |
| 1793         | 1798                  | Christophe Auclair                                          |               |                              |
| 1798         | 1805                  | Louis Collas                                                |               |                              |
| 1805         | 1824                  | François Massé                                              |               |                              |
| 1824         | 1831                  | Philippe Chafre (démissionnaire)                            |               |                              |
| 1831         | 1838                  | Balthazar Dumond                                            |               |                              |
| 1838         | 1848                  | Jean-Alexandre Petit                                        |               |                              |
| 1848         | 1851                  | Antoine Colas (démissionnaire)                              |               |                              |
| 1851         | 1851                  | Louis Achat (révoqué)                                       |               |                              |
| 1851         | 1861                  | Augustin Massé (à la suite de la révocation de Louis Achat) |               |                              |
| 1861         | 1866                  | Alphonse Massé                                              |               |                              |
| 1866         | 1870                  | Gilbert Poisson                                             |               |                              |
| 1870         | 1871                  | Charles Boyn                                                |               |                              |
| 1871         | 1878                  | Pierre Bardiot                                              |               |                              |
| 1878         | 1879                  | Camille Raillard (démissionnaire)                           |               |                              |
| 1879         | 1884                  | Antoine Couillebeaux                                        |               |                              |
| 1884         | 1894                  | Pierre Bardiot (démissionnaire)                             |               |                              |
| 1894         | 1896                  | Jean Pagès                                                  |               |                              |
| 1896         | 1904                  | André Billot (décédé en fonction)                           |               |                              |
| 1904         | 1912                  | Louis Crochet                                               |               |                              |
| 1912         | 1919                  | Gilbert Dufour                                              |               |                              |
| 1919         | 1920                  | Louis Crochet (démissionnaire)                              |               |                              |
| 1920         | 1929                  | Pierre Furet                                                |               |                              |
| 1929         | 1933                  | Jean Marinier (décédé en fonction)                          |               |                              |
| 1933         | 1935                  | Auguste Massé                                               |               |                              |
| 1935         | 1944                  | Félix Roy                                                   |               |                              |
| 1944         | 1953                  | Pierre Perriot                                              |               |                              |
| 1953         | 1977                  | Louis Breton                                                |               |                              |
| 1977         | 1983                  | Serge Sautereau                                             |               |                              |
| mars 1983    | mars 2001             | Gilles Goupil de Bouillé                                    |               | Eleveur, agriculteur         |
| mars 2001    | mars 2008             | Jean-Pierre Syty                                            | DVD           | Enseignant                   |
| mars 2008    | mars 2014             | Jean-Pierre Blévin                                          | SE            | Chirurgien dentiste retraité |
| mars 2014    | juin 2015 (démission) | Christian Foray                                             | DVG           | Ingénieur retraité           |
| juillet 2015 | En cours              | Olivier Beatrix,                                            | Parti Radical | Cadre dirigeant d’entreprise |

## Démographie
L'évolution du nombre d'habitants est connue à travers les recensements de la population effectués dans la commune depuis 1793. Pour les communes de moins de 10 000 habitants, une enquête de recensement portant sur toute la population est réalisée tous les cinq ans, les populations de référence des années intermédiaires étant quant à elles estimées par interpolation ou extrapolation. Pour la commune, le premier recensement exhaustif entrant dans le cadre du nouveau dispositif a été réalisé en 2005.

En 2022, la commune comptait 292 habitants, en évolution de −5,5 % par rapport à 2016 (Cher : −2,48 %, France hors Mayotte : +2,11 %).
| 1793 | 1800 | 1806 | 1821 | 1831 | 1836 | 1841 | 1846  | 1851  |
| ---- | ---- | ---- | ---- | ---- | ---- | ---- | ----- | ----- |
| 722  | 749  | 757  | 539  | 785  | 817  | 956  | 1 152 | 1 264 |

| 1856  | 1861  | 1866  | 1872  | 1876  | 1881  | 1886  | 1891  | 1896  |
| ----- | ----- | ----- | ----- | ----- | ----- | ----- | ----- | ----- |
| 1 248 | 1 210 | 1 192 | 1 135 | 1 204 | 1 175 | 1 197 | 1 067 | 1 032 |

| 1901 | 1906 | 1911 | 1921 | 1926 | 1931 | 1936 | 1946 | 1954 |
| ---- | ---- | ---- | ---- | ---- | ---- | ---- | ---- | ---- |
| 962  | 901  | 860  | 726  | 733  | 672  | 647  | 673  | 612  |

| 1962 | 1968 | 1975 | 1982 | 1990 | 1999 | 2005 | 2006 | 2010 |
| ---- | ---- | ---- | ---- | ---- | ---- | ---- | ---- | ---- |
| 553  | 509  | 472  | 383  | 362  | 331  | 322  | 320  | 327  |

| 2015 | 2020 | 2022 | - | - | - | - | - | - |
| ---- | ---- | ---- | - | - | - | - | - | - |
| 311  | 290  | 292  | - | - | - | - | - | - |

## Culture locale et patrimoine

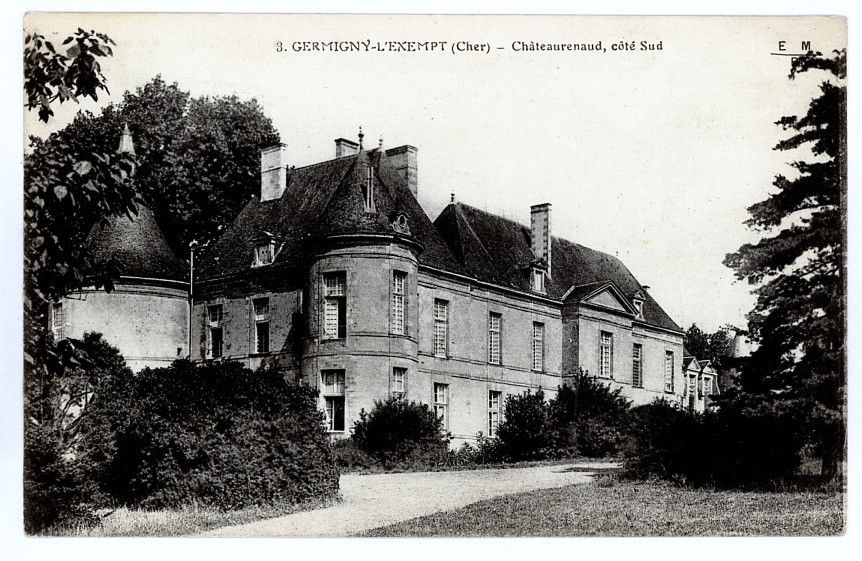
Château-Renaud en 1900

### Lieux et monuments
- Église Notre-Dame, d'architecture romane, et dont le porche et le clocher sont classés au titre des monuments historiques depuis le 2 mars 1912[37]. L'église Notre-Dame, construite après 1108[23], est dotée d'un tympan remarquable du début du XIIIe siècle, influencé par l'église abbatiale de Saint-Gilles du Gard et la cathédrale Notre-Dame de Laon dans le contexte de la naissance des diocèses et du quatrième concile de Latran[38].
- Château-Renaud, de la fin du XVIIe siècle, partiellement inscrit et partiellement classé au titre des monuments historiques depuis le 26 janvier 1989[39],[40].
- Saint Jean l'Évangéliste: panneau de bois sculpté et peint du XVIIe siècle, inscrit au titre objet depuis le 1er octobre 2003[41].

### Personnalités liées à la commune
- Jean Massé (1817-1909), sénateur de la Nièvre, né sur la commune.
- Augustin Massé (1860-1938), député du Cher, né et mort sur la commune.
- Mgr François-Louis Auvity (1874-1964), né et mort à Germigny-l'Exempt. Il est d'abord évêque auxiliaire de Bourges (1933-1937), puis évêque de Mende (1937-1945). S'étant signalé comme un collaborateur notoire sous l'Occupation[42], il est arrêté par les Forces françaises de l'intérieur du Maquis de Haute-Lozère le 20 août 1944[43]. Sa démission de sa charge d'évêque est exigée par le Conseil national de la Résistance et le gouvernement provisoire du général de Gaulle, comme celles de trois autres prélats gravement compromis: Florent du Bois de la Villerabel, archevêque d'Aix-en-Provence, Henri Édouard Dutoit, évêque d'Arras, et Roger Beaussart, archevêque auxiliaire de Paris[44].